# Plavání na mistrovství světa v plaveckých sportech 2022
Závody v plavání v olympijském 50 m bazénu na mistrovství světa v plaveckých sportech za rok 2021 proběhly ve Budapešti, Maďarsko v posunutém termínu ve dnech 18. až 25. června 2022. Důvodem posunutí původního termínu 16. července až 1. srpna 2021 byla pandemie covidu-19. Mistrovství světa měla hostit japonská Fukuoka.

## Výsledky

### Individuální disciplíny
| Muži                 | Zlato                       | Zlato    | Stříbro                                | Stříbro  | Bronz                                      | Bronz    |
| -------------------- | --------------------------- | -------- | -------------------------------------- | -------- | ------------------------------------------ | -------- |
| 50 m volný způsob    | Benjamin Proud (GBR)        | 21,32    | Michael Andrew (USA)                   | 21,41    | Maxime Grousset (FRA)                      | 21,57    |
| 100 m volný způsob   | David Popovici (ROU)        | 47,58    | Maxime Grousset (FRA)                  | 47,64    | Joshua Liendo (CAN)                        | 47,71    |
| 200 m volný způsob   | David Popovici (ROU)        | 1:43,21  | Hwang Son-u (KOR)                      | 1:44,47  | Thomas Dean (GBR)                          | 1:44,98  |
| 400 m volný způsob   | Elijah Winnington (AUS)     | 3:41,22  | Lukas Märtens (GER)                    | 3:42,85  | Guilherme Costa (BRA)                      | 3:43,31  |
| 800 m volný způsob   | Robert Finke (USA)          | 7:39,36  | Florian Wellbrock (GER)                | 7:39,63  | Mychailo Romančuk (UKR)                    | 7:40,05  |
| 1500 m volný způsob  | Gregorio Paltrinieri (ITA)  | 14:32,80 | Robert Finke (USA)                     | 14:36,70 | Florian Wellbrock (GER)                    | 14:36,94 |
| 50 m znak            | Justin Ress (USA)           | 24,12    | Hunter Armstrong (USA)                 | 24,14    | Ksawery Masiuk (POL)                       | 24,49    |
| 100 m znak           | Thomas Ceccon (ITA)         | 51,60    | Ryan Murphy (USA)                      | 51,97    | Hunter Armstrong (USA)                     | 51,98    |
| 200 m znak           | Ryan Murphy (USA)           | 1:54,52  | Luke Greenbank (GBR)                   | 1:55,16  | Shaine Casas (USA)                         | 1:55,35  |
| 50 m motýlek         | Caeleb Dressel (USA)        | 22,57    | Nicholas Santos (BRA)                  | 22,78    | Michael Andrew (USA)                       | 22,79    |
| 100 m motýlek        | Kristóf Milák (HUN)         | 50,14    | Naoki Mizunuma (JPN)                   | 50,94    | Joshua Liendo (CAN)                        | 50,97    |
| 200 m motýlek        | Kristóf Milák (HUN)         | 1:50,34  | Léon Marchand (FRA)                    | 1:53,37  | Tomoru Honda (JPN)                         | 1:53,61  |
| 50 m prsa            | Nicolas Fink (USA)          | 26,45    | Nicolò Martinenghi (ITA)               | 26,48    | Michael Andrew (USA)                       | 26,72    |
| 100 m prsa           | Nicolò Martinenghi (ITA)    | 58,20    | Arno Kamminga (NED)                    | 58,62    | Nicolas Fink (USA)                         | 58,65    |
| 200 m prsa           | Izaac Stubblety-Cook (AUS)  | 2:07,07  | Jú Hanaguruma (JPN) Erik Persson (SWE) | 2:08,38  | —                                          | —        |
| 200 m polohový závod | Léon Marchand (FRA)         | 1:55,22  | Carson Foster (USA)                    | 1:55,71  | Daija Seto (JPN)                           | 1:56,22  |
| 400 m polohový závod | Léon Marchand (FRA)         | 4:04,28  | Carson Foster (USA)                    | 4:06,56  | Chase Kalisz (USA)                         | 4:07,47  |
| Ženy                 | Zlato                       | Zlato    | Stříbro                                | Stříbro  | Bronz                                      | Bronz    |
| 50 m volný způsob    | Sarah Sjöströmová (SWE)     | 23,98    | Katarzyna Wasicková (POL)              | 24,14    | Megan Harrisová (AUS) Erika Brownová (USA) | 24,38    |
| 100 m volný způsob   | Mollie O'Callaghanová (AUS) | 52,67    | Sarah Sjöströmová (SWE)                | 52,80    | Torri Huskeová (USA)                       | 52,92    |
| 200 m volný způsob   | Jang Ťün-süan (CHN)         | 1:54,92  | Mollie O'Callaghanová (AUS)            | 1:55,22  | Tchang Mu-chan (CHN)                       | 1:56,25  |
| 400 m volný způsob   | Kathleen Ledecká (USA)      | 3:58,15  | Summer McIntoshová (CAN)               | 3:59,39  | Leah Smithová (USA)                        | 4:02,08  |
| 800 m volný způsob   | Kathleen Ledecká (USA)      | 8:08,04  | Kiah Melvertonová (AUS)                | 8:18,77  | Simona Quadarellaová (ITA)                 | 8:19,00  |
| 1500 m volný způsob  | Kathleen Ledecká (USA)      | 15:30,15 | Kathryn Grimesová (USA)                | 15:44,89 | Lani Pallisterová (AUS)                    | 15:48,96 |
| 50 m znak            | Kylie Masseová (CAN)        | 27,31    | Katharine Berkoffová (USA)             | 27,39    | Analia Pigréeová (FRA)                     | 27,40    |
| 100 m znak           | Regan Smithová (USA)        | 58,22    | Kylie Masseová (CAN)                   | 58,40    | Claire Curzanová (USA)                     | 58,67    |
| 200 m znak           | Kaylee McKeownová (AUS)     | 2:05,08  | Phoebe Baconová (USA)                  | 2:05,12  | Rhyan Whiteová (USA)                       | 2:06,96  |
| 50 m motýlek         | Sarah Sjöströmová (SWE)     | 24,95    | Mélanie Héniqueová (FRA)               | 25,31    | Čang Jü-fej (CHN)                          | 25,32    |
| 100 m motýlek        | Torri Huskeová (USA)        | 55,64    | Marie Wattelová (FRA)                  | 56,14    | Čang Jü-fej (CHN)                          | 56,41    |
| 200 m motýlek        | Summer McIntoshová (CAN)    | 2:05,20  | Hali Flickingerová (USA)               | 2:06,08  | Čang Jü-fej (CHN)                          | 2:06,32  |
| 50 m prsa            | Rūta Meilutisová (LTU)      | 29,70    | Benedetta Pilatová (ITA)               | 29,80    | Lara van Niekerková (RSA)                  | 29,90    |
| 100 m prsa           | Benedetta Pilatová (ITA)    | 1:05,93  | Anna Elendtová (GER)                   | 1:05,98  | Rūta Meilutisová (LTU)                     | 1:06,02  |
| 200 m prsa           | Lillia Kingová (USA)        | 2:22,41  | Jenna Strauchová (AUS)                 | 2:23,04  | Katherine Douglassová (USA)                | 2:23,20  |
| 200 m polohový závod | Alexandra Walshová (USA)    | 2:07,13  | Kaylee McKeownová (AUS)                | 2:08,57  | Leah Hayesová (USA)                        | 2:08,91  |
| 400 m polohový závod | Summer McIntoshová (CAN)    | 4:32,04  | Kathryn Grimesová (USA)                | 4:32,67  | Emma Weyantová (USA)                       | 4:36,00  |

### Štafety
| Muži                   | Zlato | Zlato   | Stříbro | Stříbro | Bronz | Bronz   |
| ---------------------- | --- | ------- | --- | ------- | --- | ------- |
| 4×100 m volný způsob   | USA (USA) (Caeleb Dressel, Ryan Held, Justin Ress, Brooks Curry, (r)Hunter Armstrong)                                                                             | 3:09,34 | Austrálie (AUS) (William Yang, Matthew Temple, Jack Cartwright, Kyle Chalmers)                                                                                             | 3:10,80 | Itálie (ITA) (Alessandro Miressi, Thomas Ceccon, Lorenzo Zazzeri, Manuel Frigo)                                                                              | 3:10,95 |
| 4×200 m volný způsob   | USA (USA) (Drew Kibler, Carson Foster, Trenton Julian, Kieran Smith, (r)Trey Freeman, (r)Coby Carrozza)                                                           | 7:00,24 | Austrálie (AUS) (Elijah Winnington, Zac Incerti, Samuel Short, Mack Horton, (r)Brendon Smith)                                                                              | 7:03,50 | Spojené království (GBR) (James Guy, Jacob Whittle, Joseph Litchfield, Thomas Dean, (r)Matthwe Richards)                                                     | 7:04,00 |
| 4×100 m polohový závod | Itálie (ITA) (Thomas Ceccon, Nicolò Martinenghi, Federico Burdisso, Alessandro Miressi, (r)Piero Codia, (r)Lorenzo Zazzeri)                                       | 3:27,51 | USA (USA) (Ryan Murphy, Nicolas Fink, Michael Andrew, Ryan Held, (r)Hunter Armstrong, (r)Trenton Julian, (r)Brooks Curry)                                                  | 3:27,79 | Spojené království (GBR) (Luke Greenbank, James Wilby, James Guy, Thomas Dean, (r)Jacob Peters, (r)Lewis Burras)                                             | 3:31,31 |
| Ženy                   | Zlato | Zlato   | Stříbro | Stříbro | Bronz | Bronz   |
| 4×100 m volný způsob   | Austrálie (AUS) (Mollie O'Callaghanová, Madison Wilsonová, Megan Harrisová, Shayna Jacková, (r)Leah Nealeová, (r)Brianna Throssellová)                            | 3:30,95 | Kanada (CAN) (Kayla Sanchezová, Taylor Rucková, Margaret Mac Neilová, Penny Oleksiaková, (r)Rebecca Smithová, (r)Katerine Savardová)                                       | 3:32,15 | USA (USA) (Torri Huskeová, Erika Brownová, Katherine Douglassová, Claire Curzanová, (r)Mallory Comerfordová, (r)Natalie Hindsová)                            | 3:32,58 |
| 4×200 m volný způsob   | USA (USA) (Claire Weinsteinová, Leah Smithová, Kathleen Ledecká, Arabella Simsová, (r)Alexandra Walshová, (r)Hali Flickingerová)                                  | 7:41,45 | Austrálie (AUS) (Madison Wilsonová, Leah Nealeová, Kiah Melvertonová, Mollie O'Callaghanová, (r)Lani Pallisterová, (r)Brianna Throssellová)                                | 7:43,86 | Kanada (CAN) (Summer McIntoshová, Kayla Sanchezová, Taylor Rucková, Penny Oleksiaková, (r)Mary-Sophie Harveyová, (r)Katerine Savardová, (r)Rebecca Smithová) | 7:44,76 |
| 4×100 m polohový závod | USA (USA) (Regan Smithová, Lillia Kingová, Torri Huskeová, Claire Curzanová, (r)Rhyan Whiteová, (r)Alexandra Walshová, (r)Natalie Hindsová, (r)Erika Brownová)    | 3:53,78 | Austrálie (AUS) (Kaylee McKeownová, Jenna Strauchová, Brianna Throssellová, Mollie O'Callaghanová, (r)Madison Wilsonová)                                                   | 3:54,25 | Kanada (CAN) (Kylie Masseová, Rachel Nicolová, Margaret Mac Neilová, Penny Oleksiaková, (r)Ingrid Wilmová, (r)Kelsey Wogová, (r)Kayla Sanchezová)            | 3:55,01 |
| Mix                    | Zlato | Zlato   | Stříbro | Stříbro | Bronz | Bronz   |
| 4×100 m volný způsob   | Austrálie (AUS) (Jack Cartwright, Kyle Chalmers, Madison Wilsonová, Mollie O'Callaghanová, (r)Zac Incerti, (r)William Yang, (r)Megan Harrisová, (r)Leah Nealeová) | 3:19,38 | Kanada (CAN) (Joshua Liendo, Javier Acevedo, Kayla Sanchezová, Penny Oleksiaková, (r)Ruslan Gazijev, (r)Taylor Rucková, (r)Margaret Mac Neilová)                           | 3:20,61 | USA (USA) (Ryan Held, Brooks Curry, Torri Huskeová, Claire Curzanová, (r)Drew Kibler, (r)Erika Brownová, (r)Katherine Douglassová)                           | 3:21,09 |
| 4×100 m polohový závod | USA (USA) (Hunter Armstrong, Nicolas Fink, Torri Huskeová, Claire Curzanová, (r)Ryan Murphy, (r)Lillia Kingová, (r)Michael Andrew, (r)Erika Brownová)             | 3:38,79 | Austrálie (AUS) (Kaylee McKeownová, Izaac Stubblety-Cook, Matthew Temple, Shayna Jacková, (r)Isaac Cooper, (r)Matthew Wilson, (r)Brianna Throssellová, (r)Megan Harrisová) | 3:41,34 | Nizozemsko (NED) (Kira Toussaintová, Arno Kamminga, Nyls Korstanje, Marrit Steenbergenová)                                                                   | 3:41,54 |

## Medailová bilance
V plavání se rozdělilo celkem 42 sad medailí.
| Pořadí | Stát                     |       | Muži    | Muži  | Muži  |         | Ženy  | Ženy  | Ženy    |       | Mix   | Mix     | Mix   |  | Muži + Ženy + Mix | Muži + Ženy + Mix | Muži + Ženy + Mix | Celkem |
| Pořadí | Stát                     | Zlato | Stříbro | Bronz | Zlato | Stříbro | Bronz | Zlato | Stříbro | Bronz | Zlato | Stříbro | Bronz |  |                   |                   |                   | Celkem |
| ------ | ------------------------ | ----- | ------- | ----- | ----- | ------- | ----- | ----- | ------- | ----- | ----- | ------- | ----- |  | ----------------- | ----------------- | ----------------- | ------ |
| 1.     | USA (USA)                |       | 7       | 7     | 6     |         | 9     | 5     | 9       |       | 1     | 0       | 1     |  | 17                | 12                | 16                | 45     |
| 2.     | Austrálie (AUS)          |       | 2       | 2     | 0     |         | 3     | 6     | 2       |       | 1     | 1       | 0     |  | 6                 | 9                 | 2                 | 17     |
| 3.     | Itálie (ITA)             |       | 4       | 1     | 1     |         | 1     | 1     | 1       |       | 0     | 0       | 0     |  | 5                 | 2                 | 2                 | 9      |
| 4.     | Kanada (CAN)             |       | 0       | 0     | 2     |         | 3     | 3     | 2       |       | 0     | 1       | 0     |  | 3                 | 4                 | 4                 | 11     |
| 5.     | Francie (FRA)            |       | 2       | 2     | 1     |         | 0     | 2     | 1       |       | 0     | 0       | 0     |  | 2                 | 4                 | 2                 | 8      |
| 6.     | Švédsko (SWE)            |       | 0       | 1     | 0     |         | 2     | 1     | 0       |       | 0     | 0       | 0     |  | 2                 | 2                 | 0                 | 4      |
| 7.     | Rumunsko (ROU)           |       | 2       | 0     | 0     |         | 0     | 0     | 0       |       | 0     | 0       | 0     |  | 2                 | 0                 | 0                 | 2      |
| 7.     | Maďarsko (HUN)           |       | 2       | 0     | 0     |         | 0     | 0     | 0       |       | 0     | 0       | 0     |  | 2                 | 0                 | 0                 | 2      |
| 9.     | Spojené království (GBR) |       | 1       | 1     | 3     |         | 0     | 0     | 0       |       | 0     | 0       | 0     |  | 1                 | 1                 | 3                 | 5      |
| 10.    | Čína (CHN)               |       | 0       | 0     | 0     |         | 1     | 0     | 4       |       | 0     | 0       | 0     |  | 1                 | 0                 | 4                 | 5      |
| 11.    | Litva (LTU)              |       | 0       | 0     | 0     |         | 1     | 0     | 1       |       | 0     | 0       | 0     |  | 1                 | 0                 | 1                 | 2      |
| 12.    | Německo (GER)            |       | 0       | 2     | 1     |         | 0     | 1     | 0       |       | 0     | 0       | 0     |  | 0                 | 3                 | 1                 | 4      |
| 13.    | Japonsko (JPN)           |       | 0       | 2     | 2     |         | 0     | 0     | 0       |       | 0     | 0       | 0     |  | 0                 | 2                 | 2                 | 4      |
| 14.    | Nizozemsko (NED)         |       | 0       | 1     | 0     |         | 0     | 0     | 0       |       | 0     | 0       | 1     |  | 0                 | 1                 | 1                 | 2      |
| 14.    | Brazílie (BRA)           |       | 0       | 1     | 1     |         | 0     | 0     | 0       |       | 0     | 0       | 0     |  | 0                 | 1                 | 1                 | 2      |
| 14.    | Polsko (POL)             |       | 0       | 0     | 1     |         | 0     | 1     | 0       |       | 0     | 0       | 0     |  | 0                 | 1                 | 1                 | 2      |
| 17.    | Jižní Korea (KOR)        |       | 0       | 1     | 0     |         | 0     | 0     | 0       |       | 0     | 0       | 0     |  | 0                 | 1                 | 0                 | 1      |
| 18.    | Ukrajina (UKR)           |       | 0       | 0     | 1     |         | 0     | 0     | 0       |       | 0     | 0       | 0     |  | 0                 | 0                 | 1                 | 1      |
| 18.    | Jižní Afrika (RSA)       |       | 0       | 0     | 0     |         | 0     | 0     | 1       |       | 0     | 0       | 0     |  | 0                 | 0                 | 1                 | 1      |
| Celkem | Celkem                   |       | 20      | 21    | 20    |         | 20    | 20    | 21      |       | 2     | 2       | 2     |  | 42                | 43                | 42                | 127    |